# Melkklopper

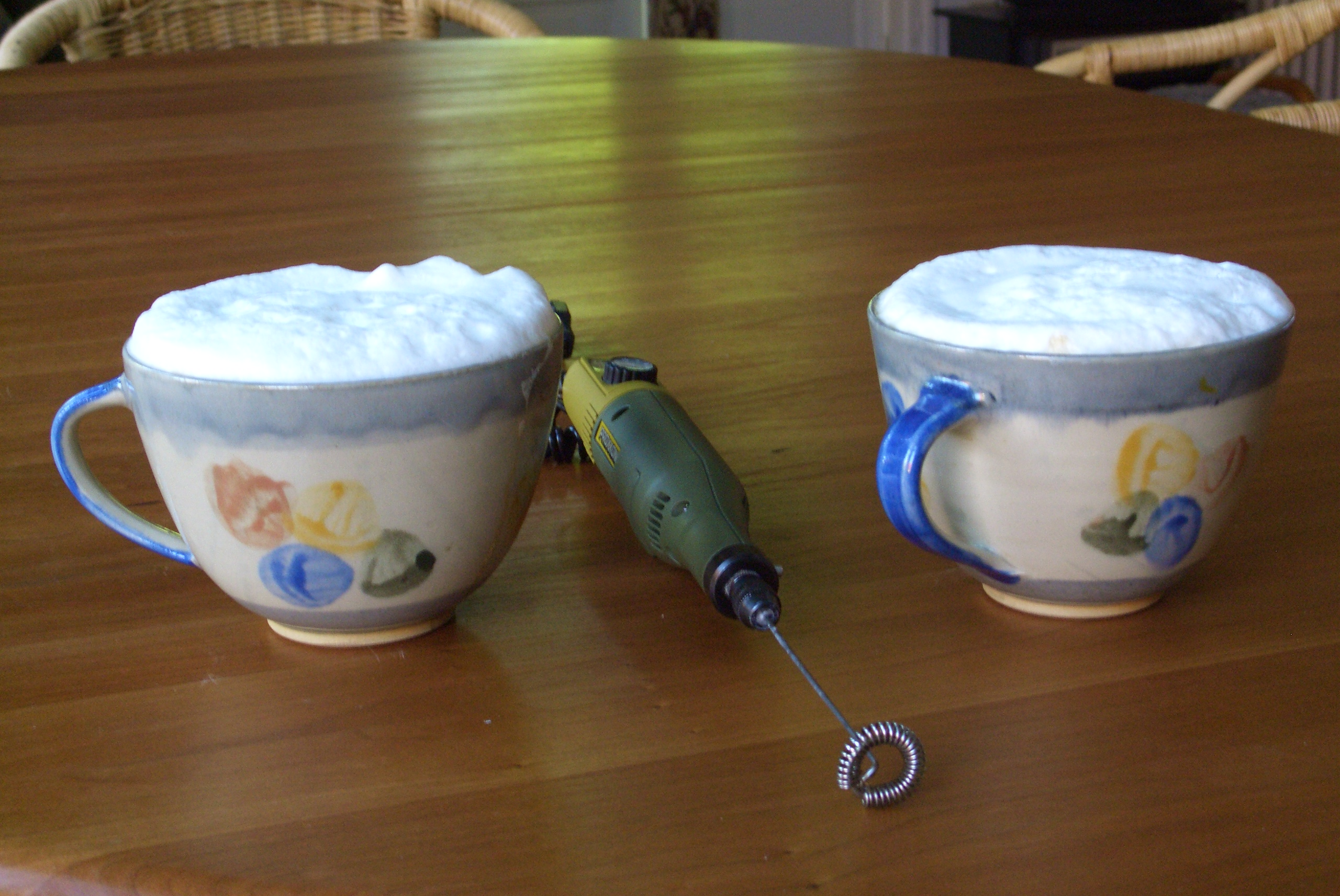
Twee koppen cappuccino met een elektrische melkklopper

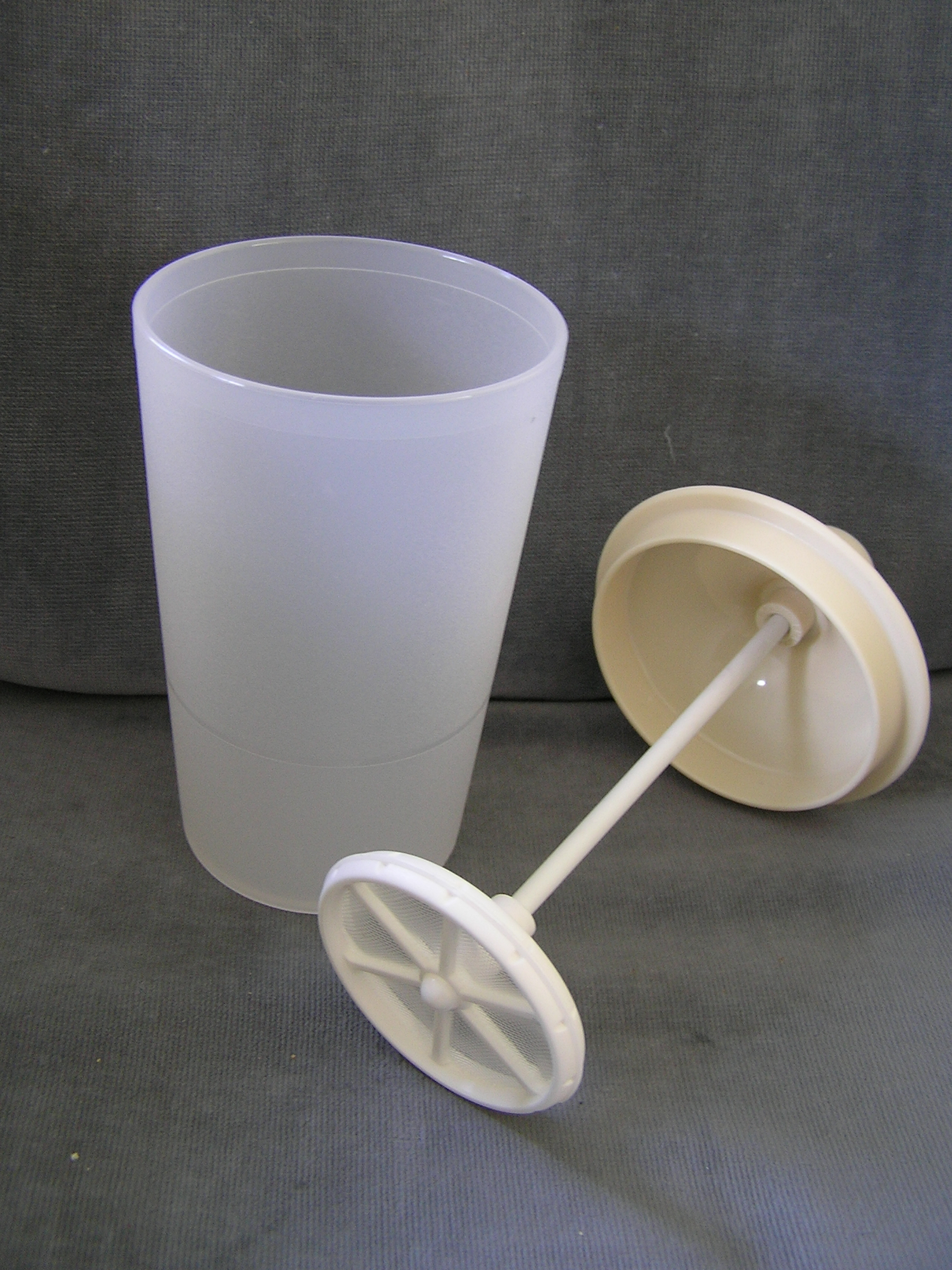
Melkklopper in de vorm van een platte zeef met bijbehorende beker

Een melkklopper of melkschuimer is een klein  huishoudelijk apparaat dat bedoeld is om warme melk mee op te schuimen. Deze geschuimde melk wordt gebruikt in allerlei soorten koffie, zoals cappuccino.
Met de melkklopper is het de bedoeling kleine luchtbelletjes in de melk te "slaan". Voorheen gebeurde dit meestal handmatig met klopper bestaande uit een kleine opgekrulde veer aan een handvat, of bijvoorbeeld met een fijne garde. Tegenwoordig zijn elektrische kloppers verkrijgbaar. Een kleine elektromotor zorgt er in dit apparaatje voor dat het veertje snel door de melk draait.
In plaats van een fijne garde is het ook mogelijk om een platte zeef als melkklopper te gebruiken. Er zijn speciale cilindrische kannen verkrijgbaar met bijpassende fijne zeef, een cafetière kan als alternatief worden aangemerkt. De zeef past precies in de kan, en door hem door de melk op en neer te duwen krijgt men een mooi melkschuim. Een andere methode is om de met een zeef voorgeklopte melk op te schuimen in een magnetron.
Een andere methode om melk op te schuimen is er stoom door te blazen. Dit kan met de meeste espressomachine. Deze methode wordt veel gebruikt in de horeca. 
Voor het verkrijgen van mooi stevig schuim kan het best volle melk worden gebruikt.